# I. Szixtusz pápa
Szent I. Szixtusz (latinul: Xystus, Sixtus), (42 – 124?) pápa, Szent Péter hatodik utódja Róma püspöki székében 115-től (erre utal neve is, hiszen a latin sextus szó hatodikat jelent).

## Élete
I. Sándor pápa utódjaként több liturgikus és egyházfegyelmi rendeletet is kiadott. A kereszténység népszerűsítéséért és megerősítéséért sokat tevő pápát a hagyomány vértanúként tiszteli, azonban történelmi dokumentum ezt a tényt nem támasztja alá. A Martyrologium Romanum ünnepét április 6-ára teszi.

## Művei
- Documenta Catholica Omnia (latin nyelven). [2016. március 4-i dátummal az eredetiből archiválva]. (Hozzáférés: 2011. december 6.)